# Yiruma
Yiruma (* 15. února 1978 Soul, korejsky 이루마) je jihokorejský klavírista a hudební skladatel. Vzdělání získal ve Spojeném království na King's College v Londýně.. Yiruma často působí po celé Asii, Evropě a Severní Americe. Mezi jeho nejoblíbenější skladby patří "River Flows in You", "Love Hurts", "Kiss the Rain" a "May Be". Nejoblíbenější album Yirumy, First Love, bylo vydáno v roce 2001.
Začal hrát na klavír ve věku pěti let a přestěhoval se do Londýna, když mu bylo v roce 1988 deset, aby studoval na Purcell School of Music. Až do roku 2006 měl dvojí občanství (jihokorejské a britské), kdy se vzdal svého britského občanství, aby mohl sloužit v jihokorejském námořnictvu.

## Biografie
Lee Ru-ma se narodil a vyrůstal v Jižní Koreji a vzdělával se v Anglii. Yiruma začal hrát na klavír ve věku pěti let a následně se přestěhoval do Londýna ve věku 10 let (1988), aby studoval na Purcell School of Music. V prosinci 1996 se podílel na vzniku alba The Musicians of Purcell (Decca). Absolvoval Purcell School of Music v červenci 1997, Yiruma pokračoval v hudebních aspiracích a dokončil skladbu major na King's College v Londýně v červnu 2000. Při studiu na King's College vydal své první album Love Scene přes hudební vydavatelství DECCA.
Kromě toho se během své vysoké školy účastnil hudebního turné v Evropě. Yiruma byl prvním korejským umělcem, který dostal pozvání na vystoupení v MIDEM v roce 2002 ve francouzském Cannes. Na začátku jeho kariéry byla jeho alba vydána v Evropě a Asii; nyní jsou dostupné celosvětově prostřednictvím různých on-line zdrojů, jako jsou iTunes, Amazon a Yirumy nahrávací společnosti STOMP Records.
V roce 2001 vydal své nejpopulárnější album, First Love. Nejprodávanější skladbou z tohoto alba je River Flows in You, napsaná v A-dur. Od roku 2001 byla skladba vydaná na dalších dvou albech (First Love [Repackaged] a Wedding Essentials: The Ceremony). Yiruma vydal své třetí album From The Yellow Room v roce 2003. Předběžný prodej dosáhl 30 000 kopií a album se umístilo na mnoha oblíbených populárních hudebních hitparádách, včetně Yes24, Phono a Hot Tracks. Jeho korejské turné po 12 městech bylo vyprodané, stejně jako jeho listopadový koncert v Soulském národním uměleckém centru.
Jeho čtvrtým albem je POEMUSIC. V následujícím roce 2006 složil hlavní téma pro populární drama televize KBS, Spring Waltz. Ve svém pátém albu h.i.s monologue využil připravený klavír. Yiruma složil soundtracky pro muzikály, filmy a hry. Navzdory úspěchu v hudebním průmyslu musel Yiruma stejně jako všichni jihokorejští muži vstoupit do jihokorejské armády. V roce 2006 se vzdal britského občanství, když vstoupil do korejského námořnictva.
Po dokončení své služby v korejském námořnictvu zahájil v roce 2008 Yiruma Come Back Tour, Ribbonized, ve 20 městech v Koreji. Kromě toho se 1. ledna 2009 stal DJem pro hudbu KBS1FM Yiruma z celého světa.
V září 2010 Yiruma zrušil smlouvu se společností Stomp Music a podepsal smlouvu se společností Sony Music Entertainment Korea. Společnost Stomp Music poté podala soudní příkaz k zákazu prodeje své hudby od Yirumy a žádost byla soudem přijata v dubnu 2011. Yiruma okamžitě podal námitku proti soudnímu příkazu a soud nakonec upřednostnil Yirumu.
V dubnu 2016 se Yiruma pustil do svého turné Spring Rain Live v USA. On hrál v Carnegie Hall v New Yorku, NY av Dolby divadle v Los Angeles, CA.
V současné době pracuje na rozhlasové přehlídce MBC HLKV-FM.

## Osobní život

### Rodina a manželka
Yiruma si vzal Son Hye-Im 27. května 2007. Dcera Yirumy a Son Hye-Im, Loanna, se narodila 7. října 2007. Mladší sestra Son Hye-Im je herečka Son Tae-young a její manžel Kwon Sang-woo je také herec.
O víře Yiruma prohlásil: „Jsem křesťan a nejsem umělec stylu New Age. Většina lidí mně špatně porozuměla.“ Pro své album H.I.S Monologue (2006) složil skladbu s názvem „Lord... Hold my Hand“.

## Skladby
Alba:
- Love Scene (2001)

- First Love (2001)

- From the Yellow Room (2003)

- Nocturnal Lights... They Scatter (2004)

- Destiny of Love (2005)

- Poemusic (2005)

- H.I.S. Monologue (2006)

- Spring Waltz (2006)

- P.N.O.N.I. (2008)

- Stay in Memory (2012)

- Healing Piano (2013)

- Blind Film (2013)

- Atmosfera - Yiruma Special Album (2014)

- Piano (2015)

- Frame (2017)